# 無害通過
無害通過（英語：innocent passage），國際法專有名詞，指他國船舶通過地主國領海之权利。19世纪末，以习惯法规的方式出现。是平衡沿海国家领海主权和公海航行自由的产物。
1958年，联合国在日内瓦召开第一次海洋法会议，达成四项公约及一项议定书。其中《领海与毗连区公约》第十四条指无害通过权适用于一切船舶。潜水船艇则须在海面上航行并揭示其国旗。1982年《聯合國海洋法公約》第17条亦重申所有国家，不论为沿海国或内陆国，其船舶均享有无害通过他国领海的权利。公约中，对无害通过亦有專門規範。
具體而言，外國船隻依照海洋法公約，有權在某國領海進行無害通過。無害通過係指不損害沿海國的和平、安全和良好秩序的通過。反面而言，只要外國船舶於經過領海時，有損害沿海國和平、良好秩序和安全之情事發生，即為非無害。而當中所謂「通過」，是指為橫渡領海但不進入內水、或為駛入內水或自內水駛往公海而通過領海。這種航行應繼續不停地迅速進行。非經許可不得停泊和下錨。但通常航行所附帶發生的停泊和下錨，或者因不可抗力或遇難目的的停泊和下錨，則是容許的。

## 军舰的无害通过
虽然1958年《领海与毗连区公约》和1982年《联合国海洋法公约》规定，所有国家、所有船舶均享受无害通过权。但相较民船，各国对军舰的无害通过权存在争议。
在实践中，某些国家要求外国军舰通过领海时，获得事先许可或通知。其理由是1973年第三次联合国海洋法会议中大会主席在全体会议的一项声明。声明指，提案国重申“它们的这项决定不影响沿海国依照公约草案第19条（关于无害通过的意义）和第25条（关于沿海国的保护权）采取措施，保障其安全利益。”1983年底，至少有40个国家立法要求外国军舰在无害通过本国领海时，事先申请或通知。1988年2月12日，黑海撞船事件即是美苏两国围绕军舰的无害通过权，所展开的军事、政治博弈。
目前实践中，沿海国家大多主张军舰事先取得许可或通知的方式通过本国领海。发展中国家普遍不接受军舰无限制的无害通过权，发达国家特别是海洋国家则积极主张军舰享有与民船一样的无害通过权。

## 外部連結
- 聯合國海洋法公約第三節關於無害通過的規定 （页面存档备份，存于）